# 거창 동계 종택
거창 동계 종택(居昌 桐溪 宗宅)은 대한민국 경상남도 거창군 위천면 강천리에 있는 조선시대의 가옥이다. 1984년 12월 24일 대한민국의 국가민속문화재 제205호로 지정되었다.
□ 1738년(영조14) 11월 동계 제사를 받들기 위해 입적된 정계주 후손들(7세 장손 정태균 등)은 일제강점기 때 친일(親日)에 적극적으로 앞장서며 호의호식했다.
이른바 '동계 고택(종택)'에서 종손(宗孫)으로 태어나 한평생 거주한 정태균(鄭泰均, 1884~1964)은 이른바 생계형 친일파가 아닌 능동적 친일인사였다.
정계주 7세 장손인 (전)공릉참봉(恭陵參奉) 정태균(鄭泰均, 증조: 정종필)은 강천리 50-1번지에 종손(宗孫)으로서 거주하며 1909년 일본군 수비대가 조선 의병단을 진압하기 위해 위천면에 진군(進軍)하자, 이른바 동계 고택(위천면 강천리 50-1번지)을 개방하여 수비대 임시 막사(CP)로 제공하는 등 일찍부터 일제(日帝)에 부역(附逆)했다.
1909년 10월 의친왕 이강(義親王 李堈, 1877~1955, 고종 차남)이 (전)승지(承旨) 정태균을 방문하여 30일 머물며 의병을 지원하는 등 항일독립운동을 했다는 일부의 주장은 소설같은 얘기다. 근거없는 허구다.
<참고문헌: 제국의 후예들(황소자리, 2006. 5. 25, 396~397p)>
정태균은 대한제국 의병 창의를 도운 것이 아니라, 1909년 이들을 토벌하려고 온 일본 수비대를 위해 자신의 집(강천리 50번지-이른바 동계 종택)을 CP로 사용하도록 했다.
이 공로로 정태균은 1935년 10월 1일 조선총독으로부터 조선총독부시정 25주년 기념표창(朝鮮總督府始政 二十五周年 記念表彰)을 받았다는 것에서도 명료하게 증명된다.
<참고문헌: 조선총독부 관보(官報,1935.10.1 호외1), 거창 가조면 출생 의병장 김화서(金化瑞, 1862~1910.10.31 교수형, 애국장) 독립유공자 공훈록(功勳錄, 국가보훈처), 김화서 등 대구공소원(大邱控訴院, 1910. 9. 6) 판결문 등>
정태균이 적극적 능동적 친일을 한 1909년은, 1907년 정미7조약으로 군대가 해산되자 의병 창의(倡義, 정미의병전쟁)가 안의, 거창, 삼가, 합천, 단성, 산청 등지에서 일어날 때다.
이때 창의(倡義)한 애국지사는 신상호(申相鎬) 박수길 김화서 심낙준 전성구(全聖九) 최남수 김재한 전재관(全在寬) 김유준 변원석(卞元石) 오낙삼 김문점 김상래 송영수 등인데, 일본 수비대가 이들을 토벌했다.
신상호 등 25인은 2013년 대한민국 정부로부터 건국훈장 애국장(16인, 순국:15인, 10년형: 1인) 또는 애족장(9인, 5~10년형: 9인)을 추서받은 애국지사다.
이러한 정태균의 명백한 객관적 친일행각, 즉 1909년 거창 안의 산청 단성 삼가 등 대한제국 의병을 토벌하는 공로로 정태균이 1935년 10월 1일 조선총독으로부터 조선총독부시정 25주년 기념표창 받은 걸 상쇄하려고, '의친왕 숙식-친필 현판-항일운동 등'으로 소설 쓰며 날조한 것이다.
- 이 블로그 '대한제국 '삼가 의병단'에 관한 고찰' 참조: https://blog.naver.com/antlsguraud/220849158277

정태균은 1910년 한일병합 후 1926년~1930년까지 중추원 참의(中樞院 參議)를 역임하는 등 친일행각을 능동적으로 수행했다. 앞서 필자가 언급한 것처럼 1935년 10월에는 조선총독으로부터 조선인 353명에 포함돼 표창장을 받았다.
해방이 되고 반민특위에서 343일 동안 7천여명을 조사하여 1949년 8월 특별검찰부로 송치한 559명에 정태균이 포함됐다.
노무현 정부 때인 2009년 민간단체인 민족문제연구소에서 발표한 이른바 친일인사가 4776명이었다는 것과 비교하면 정태균은 핵심 친일파였음을 알 수 있다. 민족문제연구소에서 김성수 서정주 백선엽 장우성 등과 면장 급 인사들도 친일파에 포함하는 우(憂)를 범하는 등 문제가 많았지만 말이다.
[친일인사 정태균 차남 정종철(鄭鍾哲, 1906~1976)은 일제강점기 때 진양군 내무과 공무원으로 10여년 간 재직했고, 해방직후 2년 동안 진양군수를, 1960년에 3개월 동안 경남도지사를 지냈다.]
임란 때 의병투쟁을 하고, 권력 앞에 지조 높은 강골이었던 '정유명-정온' 부자(父子)와는 다른 길을, 양자로 입적돼 동계 정온 제사를 주관한 장손(長孫) 정태균(鄭泰均, 1884~1964)이 걸었다. 돈과 권력 앞에 동계(桐溪)가 추구한 숭고한 가치를 버렸다.
203년 전 1820년(순조20)에 건립한 강천리 50-1번지 한옥(韓屋, 이른바 동계 종택(고택))은 대놓고 친일행위를 한 자(者, 정태균 등)들의 퇴행적 공간이었다는 것을 기억했으면 한다.
이른바 '동계 고택' 앞 안내판에, 능동적 적극적으로 친일행각을 한 정태균을 수록해야 한다. 정태균은 생계형 친일파가 아니지 않는가.
더구나 이른바 '동계 고택'이 항일투쟁의 공간이라는 장소로 인식되는 건 역사와 애국지사를 모독하는 것이다.
황천에서 통곡하고 있을 동계 정온(桐溪 鄭蘊, 1569~1641)을 구원(救援, Erlösung)하고 위로(慰勞, consolation)하는 것도 의미가 있는 것 아닐까. 물론 역사의 진실과 정의를 위해서도 사실을 올바르게 기록해야 한다.
이른바 동계 종택 대문 앞 안내판에 '여기 종택은 적극적 친일행위를 한 정종택이 한평생 살았던 공간이기도 하다.'를 새겨 넣어야 한다.
2023.6.25, 조찬용(삼가장터 3·1만세운동 기념사업회장 겸 남명선생 선양회장)
- 1910년 한일병합 후 의친왕 이강(義親王 李堈)은 일제로부터 공작으로 봉해지고 은사금 83만원을, 이완용은 백작으로 봉해져 은사금 15만원(1999년 쌀값 기준 32억원)을 받았다. 일제는 의친왕, 이완용, 시골 양반, 효자, 열녀 등 8만9천여명에게 3천만원을 지급했다.

## 개요
조선 중기의 문신 정온(1569∼1641)이 태어난 집으로, 후손들이 순조 20년(1820)에 다시 짓고 정온의 신위를 사당에 모셔 오늘에 이르고 있다.
솟을대문의 대문간채를 들어서면 'ㄱ'자형의 사랑채가 있고, 사랑채 안쪽으로 '一'자형의 안채가 자리하였다. 안채의 오른쪽에는 뜰아래채가, 왼쪽에는 곳간채가 있다. 안채의 뒷쪽에 따로 담장을 두르고 3문을 설치한 후 사당을 세웠다.
사랑채는 꺾인 부분을 누마루로 꾸미고 눈썹지붕을 설치한 점이 특이하다. 안채와 사랑채는 북부지방 가옥의 특징인 겹집으로 구성되어 있지만 기단은 낮고 툇마루를 높게 설치한 남부지방 고유의 특징도 함께 가지고 있다. 이러한 점에서 이 집의 학술적 가치를 찾을 수 있으며, 조선 후기 양반주택 연구에 좋은 자료이다.

## 같이 보기
- 정온

## 참고 자료
이른바 '동계 고택'은 친일파(양자 종손 정태균 등) 근거지인 퇴행적 공간이었다.https://m.blog.naver.com/antlsguraud/223138348335
- 거창 동계 종택 - 국가유산청 국가유산포털